# 臺灣民主歌
〈臺灣民主歌〉，又稱〈臺省民主歌〉，是記述臺灣民主國興亡的一首歌仔冊及一篇台語庶民白話文學作品。編者不詳，推斷應是錫口（今松山）的南管樂師。由其韻腳得知，整首歌仔以閩南語泉州腔為創作方言。〈臺灣民主歌〉是以民間觀點出發，紀錄台灣人在被割讓和日治初期的反抗經過，是當時庶民對於民主國建國的史觀。本曲是一首以「七字仔」形式書寫的歌仔冊作品，頗具有史詩般的體裁。〈臺灣民主歌〉和記述戴潮春事件的〈辛酉一歌詩〉並稱為「台灣革命歌謠的雙璧」。